# Polder Bloemendaal (Waddinxveen)
Polder Bloemendaal is een weidevogelgebied in het oostelijk deel van de Nederlandse gemeente Waddinxveen. Het is gelegen tussen de woonkernen van Gouda, Waddinxveen en Reeuwijk. Polder Bloemendaal ligt in het Waddinxveense deel van Bloemendaalse Polder en heeft een oppervlakte van ongeveer 480 hectare.
Het is een open waterrijk polderland met weilanden voor agrarisch gebruik en als wandelgebied ingericht voor recreatie. Een deel van het gebied is natuur en in eigendom Staatsbosbeheer.
Ook is een deel van de polder eigendom van de Stichting Weids Bloemendaal. Dit betreft ongeveer 20 hectare.

## Kenmerken
Het gebied kenmerkt zich als een open, waterrijk polderland, rijk aan natuur, uitnodigend voor recreanten. Het is een gebied waar zowel landbouw, natuur- en landschapsbeheer als recreatie hand in hand gaan. 
Een deel van het gebied is ingericht als broedgebied voor weidevogels als zwarte stern, visdief, grutto, kievit en tureluur. Een ander deel is ingericht als foerageergebied voor de weidevogels. Dat levert bloemrijke weilanden op in het voorjaar en de zomer.
Polder Bloemendaal heeft anno 2024 nog steeds een redelijke weidevogelstand en is voor wintervogels een belangrijk overwinteringsgebied. Het agrarische beheer is vrij extensief (zeker op de percelen die Staatsbosbeheer verpacht), waardoor er kansen zijn voor een goede vegetatieontwikkeling. Het voorkomen van de zeldzame wilde kievitsbloem is daar een voorbeeld van.
Polder Bloemendaal is landelijk aangewezen als 'belangrijk weidevogelgebied'.
In het gebied zijn wandelroutes uitgezet, die ook aansluiten op het wandelgebied 't Weegje. Langs de routes staan bordjes met historische informatie.

## Stichting Weids Bloemendaal
In 2010 besloten provincie Zuid-Holland en de gemeenten Gouda en Waddinxveen om  Polder Bloemendaal de bestemmen voor natuur en recreatie. Om zich te verzekeren van een goed weidebeheer hebben de provincie en de gemeenten de Stichting
Weids Bloemendaal opgericht.
Enkele doelstellingen van de Stichting Weids Bloemendaal zijn:
- Herstel en behoud van het oorspronkelijke natuurlijke en culturele karakter van Polder Bloemendaal met de Winterdijk.
- Toename van het aantal weidevogels.
- Het in stand houden van het slagenlandschap.
- Ruimte bieden aan recreatie.